# Andy Sneap
Andy Sneap (18 de julho de 1969) é um músico e produtor musical britânico. É conhecido por produzir e mixar aclamados álbuns de heavy metal (Nevermore, Exodus, Accept e Arch Enemy) da atualidade.
Aos dezesseis anos de idade, Andy fundou a clássica banda de thrash metal Sabbat, com a qual gravou três discos. Em 1994, formou seu seu próprio estúdio, o Backstage Recordings, e desde então trabalha como produtor e engenheiro de som. Em 2008, Sneap reformou a antiga banda Hell e já lançou dois discos com ela.
Em 2018, participou como guitarrista nas primeiras turnês do ano da banda Judas Priest, ao substituir Glenn Tipton, que foi obrigado a se retirar para se tratar do Mal de Parkinson.

## Produções

### Álbuns que produziu
- Arch Enemy - Anthems Of Rebellion, Dead Eyes See No Future
- Benediction - Grind Bastard
- B L A Z E - As Live As It Gets, Blood and Belief, Silicon Messiah, Tenth Dimension
- Cathedral - Caravan Beyond Redemption
- Earth Crisis - Breed the Killers
- English Dogs - All The Worlds A Rage, Bow To None, What A Wonderful Feeling
- Exit Ten - This World They'll Drown
- Exodus - Tempo of the Damned
- Hecate Enthroned - Slaughter Of Innocence
- Iron Monkey - Iron Monkey, Our Problem,
- Kill II This - Deviate, Trinity
- Kreator - Enemy Of God, Violent Revolution, Live Kreation
- Masterplan - Aeronautics
- Megadeth - United Abominations
- Megadeth - Endgame (álbum de Megadeth)
- Nevermore - Dead Heart in a Dead World, This Godless Endeavor
- Pissing Razors - Cast Down The Plague, Pissing Razors, Rise To Addiction
- Skinlab - Bound Gagged + Blindfolded, Disembody, reVolting Room
- Stuck Mojo - Declaration Of A Headhunter, HVY1, Rising

### Álbuns que mixou
- Arch Enemy - Wages of Sin
- Artillery - B.A.C.K.
- Cradle of Filth - Thornography
- Entombed - Monkey Puss Live
- Exodus - Another Lession In Violence, Shovel Headed Kill Machine
- Fozzy - Fozzy, Happenstance
- John Petrucci - Terminal Velocity
- Killswitch Engage - Alive or Just Breathing, The End of Heartache, Disarm The Descent
- Machine Head - The More Things Change, Through the Ashes of Empires
- Napalm Death - Breed to Breathe, Inside the Torn Apart
- Nevermore - Enemies of Reality (Remix)
- Opeth - Deliverance, Lamentations (Live at Shepherd's Bush Empire 2003) (DVD)
- Saxon - Sacrifice
- Soulfly - The Song Remains Insane (DVD)
- Spiritual Beggars - On Fire
- Testament - First Strike Still Deadly, Live in London, The Gathering
- Trivium - Ascendancy

## Discografia como músico
Sabbat
- 1988 – History of a Time to Come
- 1989 – Dreamweaver
- 1991 – Mourning Has Broken

Godsend
- 1994 – Godsend (EP)

Hell
- 2011 – Human Remains
- 2013 – The Age of Nefarious (EP)
- 2013 – Curse and Chapter

The Scintilla Project
- 2014 – The Hybrid